# Guerre Centauri-Narn
 (janvier 2012).
Batailles
Destruction de la colonie Narn du quadrant 14
Bataille de Gorash 7
Siège de Narn Prime
Dans l'univers de Babylon 5, la guerre Centauri-Narn, bien que le conflit entre les deux races remonte à plus d'un siècle, éclate au cours de la saison 2 de la série, avant de se terminer par le tragique bombardement de Narn Prime, deux épisodes avant la fin de cette même saison. Cette guerre est une conséquence de la guerre des Ombres, qui s'étend sur les quatre premières saisons de la série.

## Causes
Au cours de l'âge d'or de sa civilisation, la République Centaurie a grandement élargi son espace vital à travers la galaxie, annexant de nombreuses planètes et colonie étrangères. Certaines par la diplomatie, d'autres, comme Narn Prime, par la force. La première guerre entre les Centauri et les Narns, qui s'est terminée aussi vite qu'elle a éclaté, s'est soldée par une cuisante défaite pour les Narns. Malgré cette tragédie, les Narns ont formé plusieurs groupes de résistance qui ont plongé l'occupation Centauri dans une guerre d'usure, bien différente de la guerre éclair avec laquelle les Centauri ont pris leur planète mère. Il fallut un siècle de guerre civile et le déclin progressif de la République Centauri pour que les Narns reprennent enfin leur planète natale et leur liberté.
Bien qu'un siècle ait passé depuis cette terrible épreuve, les Centauri et les Narns n'ont pas pour autant enterré leurs vieilles rancœurs. Cela se vérifie d'ailleurs sur Babylon 5 par les tensions entre Londo Molari, l'ambassadeur Centauri, et G'Kar, son homologue Narn. Cette guerre froide entre les deux peuples fit office de baril de poudre prêt à exploser. Ce qui a failli se produire lors de l'attaque Narn sur la colonie agricole Centaurie de Ragesh 3. Mollari, découvrant que les Narns ont pris en otage son propre neveu — qu'il avait envoyé sur Ragesh 3 en se servant de son influence afin de le protéger de tout danger — et l'utilisent pour leur propagande — afin de faire croire qu'il y avait eu d'importants troubles et que le Régime Narn a envoyé des troupes pour rétablir l'ordre — décide d'assassiner G'Kar.
Heureusement, le point de non-retour fut évité grâce aux officiers de Babylon 5: Talia Winters, télépathe du Corps Psi, a perçu le projet d'assassinat de Mollari lors d'un contact accidentel et a prévenu le chef de la sécurité, qui a convaincu l'ambassadeur de renoncer à ses plans; tandis que Sinclair et Ivanova ont trouvé un lien entre des commandos pirates et des informateurs Narns qui les renseignaient sur leurs futures cibles, de même que les preuves contredisant la propagande narn, ce qui leur permit de faire pression sur G'Kar et son gouvernement, le Kha'ri, et les obliger à rappeler leur troupes d'invasion de Ragesh 3. Mais le mal était déjà fait; les tensions se sont encore accrues; et les Ombres ont profité de cet état de fait.
Lorsque le différend entre G'Kar et Londo concernant la colonie du Quadrant 37 fut présentée au Conseil Consultatif de Babylon 5, les Ombres sont intervenues à la demande de l'ambassadeur centauri et ont exterminé toute présence Narn sur place, comme preuve de bonne foi pour une future alliance avec la République. 10 000 Narns furent tués, ce qui n'a pas manqué d'attirer l'attention de G'Kar qui est parti enquêter sur cet ennemi puissant à la fin de la saison 1 de la série. 
La guerre elle-même eut pour point de départ un complot mis en place par Lord Antono Refa, haut dignitaire de la Cour Impériale Centaurie, et Londo Molari, visant à évincer progressivement l'Empereur Turhan, vieux et malade. Pour cela, et afin de prouver la défaillance de l'Empereur, il fallait frapper fort afin d'empêcher les opposants de Refa d'avoir les arguments pour remplacer l'empereur après sa mort; et des colonies Narns restaient encore le meilleur moyen de s'attirer la sympathie de la noblesse centaurie. La cible choisie fut la colonie du Quadrant 17, qui servait de base de surveillance aux Narns. Londo fit appel à Mr Morden, émissaire secret des Ombres, pour lui demander l'aide de ses "associés", qui rasèrent la base Narn et n'y laissèrent que des débris. Il ne fallut qu'une patrouille Narn, venant enquêter sur le désastre, et une patrouille Centauri, venant inspecter les restes, pour provoquer l'entrée en guerre. Cet évènement fut l'étincelle qui mit le feu aux poudres. G'Kar, qui  tenta d'assassiner Londo, reçut bientôt un message de son gouvernement, profondément affligé par cette attaque, qui déclara la guerre aux Centauris, lesquels virent le décès de l'Empereur Turhan auquel succéda son neveu, Carthagia.

## Déroulement

### Débordements sur Babylon 5
La guerre dura seulement six mois, de juin à décembre 2259. Cette année-là, c'est le Capitaine John Sheridan, de l'Alliance Terrienne qui s'est vu remettre les rênes de Babylon 5, en remplacement du Commandant Jeffrey Sinclair. Durant cette guerre, Sheridan eut fort à faire. Entre G'Kar qui demande un soutien armé, et l'Alliance Terrienne qui se refuse à prendre part, sans compter que Babylon 5 se devait de rester neutre dans ce confit, les divergences d'opinions furent difficiles à gérer.
Le conflit atteignit même Babylon 5 quand des cargos Narn et Centauris commencèrent à se tirer dessus dans une véritable bataille spatiale, qui ne prit fin que quand les escadrilles de chasseurs de la station engagèrent à leur tour le combat, détruisant deux transports, ce qui convainquit les autres de se rendre. La situation s'aggrava quand les équipes de récupération découvrirent que les cargos centauris détruits convoyaient en réalité de l'armement militaire pour la ligne de front. Quand Sheridan décida de faire fouiller les cargos centauris restant, la République Centaurie déploya  en représailles un croiseur lourd pour mener le siège de Babylon 5, conduisant les Narns à déployer à leur tour un croiseur. L'affrontement entre les deux croiseurs se conclut par la destruction mutuelle des vaisseaux.
Grâce à Delenn, l'ambassadrice Mimbari, Sheridan parvient à affecter quelques vaisseaux de fret pour amener des vivres et des médicaments vers les colonies Narns, tout en permettant à certains civils de fuir les zones de combats. Cela ne convient toutefois pas à G'Kar, qui espérait un aide militaire, qui ne viendra jamais, l'Alliance Terrienne ayant signé un accord de non-agression avec la République Centaurie

### Dernière bataille
La guerre se termina de manière fracassante. Acculés par la puissance des Centauri, les Narns décidèrent d'employer toutes leurs forces restantes pour attaquer la principale flotte ennemie à Gorash 7, base qui servait également d'important dépôt de ravitaillement. Le Maître de Guerre Narn G'Sten espèrait ainsi couper les forces Centauris de leurs ressources afin de les affaiblir.
Malheureusement, Refa et ses acolytes avaient décrypté les communications des Narns et en profitèrent pour les attirer dans un piège afin de finir cette guerre en apothéose. Refa demanda à Londo l'aide de ses "associés", afin que ces derniers interviennent sur Gorash 7, pendant que le gros de la Flotte Centauri parti bombarder Narn Prime. Grandement opposé à l'idée de faire appel à nouveau à Mr Morden et aux Ombres, ainsi qu'au recours aux armes de destruction massives pour bombarder Narn, Londo finit par accepter, à contrecœur...
Les Ombres affrontèrent la Flotte Narn sur Gorash et l'anéantirent. Pendant ce temps, la flotte Centauri arriva en orbite de Narn Prime et la bombarda en recourant à des armes de destruction massive. Le Kha'ri, le gouvernement du Régime Narn, n'eut d'autre choix que de capituler pour mettre fin au carnage...

### Occupation de Narn Prime
G'Kar fut évincé de l'ambassade Narn au sein de Babylon 5, et fut relégué en tant que simple citoyen, étant contraint à la demande du Kha'ri de se mettre sous la protection de Sheridan. Les nouvelles lois imposés par les Centauris furentt énormément lourdes pour les Narns: le Kha'ri dut se dissoudre et ses membres furent jugés comme des criminels de guerre, l'assassinat d'un Centauri par un Narn entrainerait en représailles l'exécution de cinq cents Narns, parmi lesquels la propre famille de l'assassin. Toutefois, comme cela a déjà été fait, G'Kar décida de lancer une nouvelle vague de résistance. Il achèta des armes au marché noir et rassembla ses concitoyens de Narn.
Londo, de son côté, vit ses liens avec Refa décroître, car ce dernier semble vouloir prendre contact personnellement avec Morden et les Ombres, malgré la méfiance devenue viscérale de l'ambassadeur envers ses "associés". Les tensions grandissèrent entre eux, et Londo alla jusqu'à empoisonner Refa pour le convaincre de prendre définitivement ses distances avec les Ombres. Mais lorsque l'amante de Londo mourut empoisonné à son arrivée à Babylon 5, Londo soupçonna Refa de ce meurtre. Pour venger sa bien-aimée, Londo monta un habile plan avec G'Kar et certains Narns pour lui tendre un piège sur Narn. Croyant capturer G'Kar, Refa se retrouva embusqué par une douzaine de Narn et trahi par sa garde. Il fut assassiné...

### Fin du conflit
Londo fit de terribles découvertes en rentrant à Centauri 1er pour prendre ses fonctions de Conseiller à la Sécurité Planétaire: l'Empereur Cartagia était un homme aux ambitions démesurées, doublé d'un dangereux psychopathe. Il accorda l'asile aux Ombres après que ces derniers aient subi un grave revers sur Z'Ha'Dum, en échange, ceux-ci devaient l'élever au rang de dieu.
Avec son fidèle attaché, Vir Cotto, Londo et ses alliés organisèrent son assassinat afin d'éviter la destruction de leur planète, car les Vorlons, ennemis ancestraux des Ombres, passèrent à l'offensive et détruisirent toute planète ou colonie accueillant ces derniers.
Les choses se gâtèrent quand G'Kar, à la recherche de Garibaldi, disparu lors de la dernière bataille contre les Ombres, fut capturé par les Centauris et livré à Cartagia, qui lui infligea les plus terribles tortures pour s'amuser. Londo décida de demander l'aide de G'Kar pour tuer Cartagia. Il devrait survivre aux tortures de Cartagia le temps que le plan se mette en place. G-Kar accepta en échange de la libération de Narn Prime, ce que Londo accepta à son tour.
C'est sur Narn Prime que le plan fut mis en action. Lors de son exécution, G'Kar brisa ses chaînes et sema la zizanie avec son peuple dans la salle du trône; pendant ce temps, Londo escorta Cartagia dans le but de l'empoisonner avec une seringue. Cartagia parvient à se rendre compte de la tentative de meurtre à son encontre et faillit neutraliser Londo. C'est Vir lui-même qui implanta la seringue mortelle à Cartagia, éliminant l'Empereur Fou.
Le jour même, Narn Prime fut libérée sur ordre de Londo. Bien que certains Narns furent prêts à se lancer dans une nouvelle guerre contre les Centauri pour se venger, c'est G'Kar lui-même qui décida de mettre un terme définitif à ce conflit, disant que le sang a bien trop coulé entre ces deux peuples.

### Après-guerre
Bien que les plaies furent difficiles à cicatriser, G'Kar et Londo finirent par s'allier et se joindre à Sheridan pour sa guerre contre les Ombres. Ils prirent également position dans la guerre entre Babylon 5 et la Terre.
Quand Londo Mollari fut élu Premier Ministre, sa politique d'apaisement et son rôle dans l'assassinat de Cartagia lui valurent de nombreuses menaces d'assassinat; par conséquent, ce fut ironiquement G'Kar qui se porta volontaire comme garde du corps de Londo. Voir le héros du Régime Narn protéger le plus haut dignitaire de la République Centaurie devint un symbole de la paix restaurée entre les deux puissances interstellaires.

## Dans la série
La première guerre, un siècle auparavant, est souvent abordée aux cours des deux premières saisons par les récits de G'Kar et d'autres Narns. Les autres faits se déroulent au cours des quatre premières saisons de la série.